# Argyria rileyella
Argyria rileyella là một loài bướm đêm trong họ Crambidae.